# Le Pays des contes
 (juillet 2017).
Si vous disposez d'ouvrages ou d'articles de référence ou si vous connaissez des sites web de qualité traitant du thème abordé ici, merci de compléter l'article en donnant les références utiles à sa vérifiabilité et en les liant à la section « Notes et références ».
Le Pays des contes (en anglais : The Land of Stories) est un cycle littéraire créé par Chris Colfer dont le premier tome, Le Sortilège perdu (The Wishing Spell), a été publié en 2012.
En juin 2017, Chris Colfer annonce sur son compte Twitter l'adaptation cinématographique du cycle littéraire. Il en écrira le scénario et en sera le producteur.

## Résumé
Des jumeaux, Alex et Conner ont beaucoup souffert de la mort de leur père et leur mère peut à peine payer toutes ses factures sans lui. Leur grand-mère débarque pour leur douzième anniversaire et leur offre un livre magique qui les transporte au pays des Contes. Ils y rencontreront méchants et gentils, se feront de nouveaux amis et se lieront à ce monde magique. Ils découvrent aussi que leur grand-mère est la bonne fée et qu'ils sont des enfants des deux mondes. Car leur père a vécu au pays des Contes avant de le quitter pour se marier.

## Tomes
1. Le Sortilège perdu, Michel Lafon, 2013 ((en) The Wishing Spell, Little, Brown Books for Young Readers, 2012), 478 p.  (ISBN 978-2749919768)
2. Le Retour de l'enchanteresse, Michel Lafon, 2014 ((en) The Enchantress Returns, Little, Brown Books for Young Readers, 2013), 521 p.  (ISBN 978-2749922157)
3. L'Éveil du dragon, Michel Lafon, 2015 ((en) A Grimm Warning, Little, Brown Books for Young Readers, 2014), 470 p.  (ISBN 979-1022401890)
4. Au-delà des royaumes, Michel Lafon, 2016 ((en) Beyond The Kingdoms, Little, Brown Books for Young Readers, 2015), 395 p.  (ISBN 979-1022402354)
5. L'Odyssée imaginaire, Michel Lafon, 2017 ((en) An Author's Odyssey, Little, Brown Books for Young Readers, 2016), 398 p.  (ISBN 979-1022402576)
6. La Collision des mondes, Michel Lafon, 2018 ((en) Worlds Collide, Little, Brown Books for Young Readers, 2017), 332 p.  (ISBN 979-1022403061)

## Univers de la série

### Autres livres
En complément de la série, Chris Colfer écrit plusieurs livres « compagnons » :
- (en) The Land of Stories: A Treasury of Classic Fairy Tales, Little, Brown, 2016, 336 p.
- (en) The Curvy Tree, Little, Brown, 2015, livre illustré, 32 p.
- (en) Trollbella Throws a Party, Little, Brown, 2017, livre illustré, 32 p.
- (en) The Mother Goose Diaries, Little, Brown, 2017, 128 p.
- (en) Queen Red Riding Hood's Guide to Royalty, Little, Brown, 2017, 128 p.
- (en) The Ultimate Book Hugger's Guide, Little, Brown, 2020, guide, encyclopédie sur la série, 288 p.

En 2019, l'auteur démarre une nouvelle série servant de préquelle :
1. Une histoire de magie, Michel Lafon, 2020 ((en) A Tale of Magic…, Little, Brown, 2019), 416 p.  (ISBN 978-2749942384)
2. Une histoire de sorcellerie, Michel Lafon, 2021 ((en) A Tale of Witchcraft…, Little, Brown, 2020), 304 p.  (ISBN 978-2749942551)
3. Une histoire d'alchimie, Michel Lafon, 2022 ((en) A Tale of Sorcery…, Little, Brown, 2021), 336 p.  (ISBN 978-2749949390)